# Конституция Республики Алтай
Конституция Республики Алтай (алт. Алтай Республикасыныҥ Конституциязы) — основной закон Республики Алтай в составе Российской Федерации.
Принята Законом Республики Алтай от 7 июня 1997 г. N 21-4. С изменениями от 2 июня 1999 г., 14 февраля, 29 мая, 11, 12 сентября, 1 ноября 2001 г., 19 марта, 20 декабря 2002 г., 12 ноября 2003 г., 1 декабря 2004 г., 15 апреля, 18 октября 2005 г., 12 января 2006 г.
Состоит из:
- преамбулы «Мы, полномочные представители многонационального народа Республики Алтай,
  - выражая его волю и интересы,
  - сознавая ответственность за обеспечение достойной жизни и благополучие для нынешнего и будущего поколений, сохранение и развитие культурных и духовных ценностей, укрепление государственности,
  - утверждая права и свободы человека, гражданский мир и согласие,
  - выражая приверженность принципам социальной справедливости, добра и преисполненные решимости создания правового и социального государства,
  - исходя из федеративного устройства, равноправия и самоопределения народов в Российской Федерации,
  - подтверждая историческую общность своей судьбы с Россией и её многонациональным народом,
  - принимаем первую Конституцию Республики Алтай и провозглашаем её Основным Законом Республики Алтай.
  - добровольное вхождение алтайцев в состав России и длительное нахождение под её юрисдикцией создали условия для сохранения исторической территории, образования государственности, сохранения национальной самобытности и принятия первой Конституции Республики Алтай»;
- 7 разделов;
- 19 глав;
- и 170 статей.

## Историческая справка
Конституция Республики Алтай принята Законом Республики Алтай от 7 июня 1997 г. № 21-4. В неё внесено 23 поправки и теперь она полностью соответствует федеральному законодательству. Всего было рассмотрено 62 поправки в алтайскую конституцию, 10 статей было исключено. Но перед депутатами не стояла задача изменить основные положения Конституции, её принципы. Поправки носят технический характер. Конституция издана отдельной книгой на территории Республики Алтай.